# Redondo Beach/There Is a Light That Never Goes Out
Redondo Beach/There Is a Light That Never Goes Out è un singolo del cantante inglese Morrissey.
Pubblicato il 28 marzo del 2005 come doppio A-side, dalla Sanctuary/Attack Records, il disco raggiunse la posizione numero 11 della Official Singles Chart.

## Realizzazione
Redondo Beach è una cover di un brano del 1975 di Patti Smith (scritto nel 1971, in collaborazione con Richard Sohl e Lenny Kaye) e contenuto nel primo album della cantautrice statunitense, intitolato Horses. Il testo della canzone, composto in seguito ad una violenta lite della Smith con la sorella Linda, descrive l'amore saffico tra due ragazze ed il conseguente suicidio di una di esse. La lirica, con il titolo modificato in Radando Beach, è inclusa in forma poetica anche nel libro kodak pubblicato dalla Smith nel 1972.
"Per quanto riguarda Redondo Beach ho sempre affermato come l'album di Patti Smith, Horses, mi avesse cambiato la vita. Quando raccontai a Patti che l'avrei pubblicata come singolo, lei mi disse che di sicuro non sarebbe entrata in classifica a causa della maledizione di Patti Smith. In realtà abbiamo mancato di poco la top ten per alcune copie e nonostante, come sempre, zero passaggi radiofonici." (Morrissey intervistato su True To You, 2007)
There Is a Light That Never Goes Out è invece una canzone scritta dallo stesso Morrissey (assieme a Johnny Marr), ma risalente al periodo con gli Smiths, ed originariamente contenuta nel terzo album della band inglese intitolato The Queen Is Dead, uscito nel 1987. Entrambi i brani sono tratti dall'album dal vivo Live at Earls Court e registrati durante l'esibizione londinese del cantante, il 18 dicembre 2004.
Le due foto utilizzate per le diverse versioni della copertina sono state realizzate da Sasha Eisenman nel periodo del tour del 2004 e ritraggono Morrissey all'Hollywood Forever Cemetery. Il videoclip promozionale (realizzato solo per There Is a Light That Never Goes Out) è un montaggio di riprese dal vivo tratte dal tour del 2004.

## Tracce
- UK 7"

1. Redondo Beach (live at Earls Court, 18 dicembre 2004) - 4:03
2. There Is A Light That Never Goes Out (live at Earls Court, 18 dicembre 2004) - 4:47

- UK CDs

1. Redondo Beach (live at Earls Court, 18 dicembre 2004) - 3:59
2. There Is A Light That Never Goes Out (live at Earls Court, 18 dicembre 2004) - 4:01
3. Noise Is The Best Revenge (BBC Janice Long session, 2004) - 4:03

## Formazione
- Morrissey – voce
- Gary Day - basso
- Boz Boorer - chitarra
- Jesse Tobias - chitarra
- Dean Butterworth - batteria
- Michael Farrell – tastiere